# Dewey Bunnell
Lee Merton "Dewey" Bunnell  es un músico, cantante, guitarrista y compositor británico-estadounidense, conocido como miembro de la banda de folk rock America .

## Biografía
Bunnell nació en Harrogate, Yorkshire, Inglaterra, de padre militar estadounidense, destinado en una base de la Fuerza Aérea de los Estados Unidos en el Reino Unido y madre británica.
Mientras asistía a la London Central High School en Londres, conoció a Gerry Beckley y Dan Peek. Después de un intento inicial de formar una banda a fines de la década de 1960, el trío formó America en 1969 y lanzó su primer álbum en 1971.
Al igual que los otros miembros, Bunnell escribió, cantó y tocó la guitarra. Sus composiciones más conocidas incluyen "A Horse with No Name", "Ventura Highway" y "Tin Man". Bunnell ha explicado que "A Horse with No Name" era "una metáfora de un vehículo para escapar de la confusión de la vida a un lugar tranquilo y pacífico", mientras que "Sandman" se inspiró en sus conversaciones informales con los veteranos de la Guerra de Vietnam que regresaban. Temerosos de que pudieran ser atacados y asesinados mientras dormían, muchos de ellos optaron por permanecer despiertos el mayor tiempo posible, ya sea de forma natural o con fármacos.
En 1973, se mudó al Condado de Marin (California), con su entonces esposa, Vivien. Tuvieron dos hijos, Dylan y Lauren.
Bunnell sigue siendo miembro de America, junto con el miembro fundador restante, Gerry Beckley. El trío publicó más de 20 álbumes de material original, junto con una serie de compilaciones de éxitos, entre la década de 1960 y el presente. El grupo recibió una estrella en el Paseo de la fama de Hollywood en febrero de 2012.